# Made in U.S.A.
Made in U.S.A. – album grupy rockowej Proletaryat, wydany w 1999. Miał być powrotem do punkowych korzeni zespołu.

## Spis utworów
1. "Intro" – 00:31
2. "Paranoja" – 01:40
3. "Ręce dwie" – 03:38
4. "Cyberpan" – 02:37
5. "Nasz wielki wkład" – 02:49
6. "Made in U.S.A." – 02:49
7. "Jeśli cię stać" – 03:09
8. "Piosenka rewolucyjna" – 02:30
9. "To znowu my" – 03:30
10. "To mamy w sobie" – 03:48
11. "Cena" – 02:35
12. "Międzyćpunówka" – 04:09
13. "Zapamiętasz mnie" – 03:27
14. "Żołnierze demokracji" – 03:54
15. "Aż do dna" – 07:00

Łączny czas: 48:06

## Muzycy

### Podstawowy skład
- Tomasz Olejnik – śpiew
- Dariusz Kacprzak – gitara basowa
- Zbigniew Marczyński – perkusja
- Jarosław Siemienowicz – gitara
- Ireneusz Zugaj – gitara

### Zaproszeni muzycy
- Leszek Laskowski